# Leggi di limitazione nel greco antico
Con il termine leggi di limitazione si intendono delle specifiche leggi fonologiche che riguardano la grammatica del greco antico, in particolar modo la corretta pronuncia delle parole, e la corretta posizione dei tre diversi accenti, acuto, grave e circonflesso sia nei sostantivi, che nei pronomi, nelle particelle varie, negli avverbi e nelle coniugazioni verbali.

## Nomenclatura
Una parola greca, rispetto alla sua accentazione, si dice:
- ossitona, se ha l'accento acuto (o grave) sull'ultima sillaba - tipo καλός oppure βαρύς;
- parossitona, se ha l'accento acuto sulla penultima sillaba - tipo λόγος;
- proparossitona, se ha l'accento acuto sulla terzultima sillaba - tipo πόλεμος;
- perispomena, se ha l'accento circonflesso sull'ultima sillaba - tipo Μουσῶν (genitivo plurale);
- properispomena, se ha l'accento circonflesso sulla penultima sillaba - tipo θρῆνος.

## Incontri vocalici
La contrazione è un fenomeno interno alla parola, molto diffuso, tende a ridurre la frequenza degli iati (o anche dittonghi lunghi impropri), si tratta infatti della fusione di due vocali aspre adiacenti, o di vocale aspra e con dittongo, che formano così un'unica vocale, sempre lunga o anche dittongo.
Lo iato è conservato raramente, nei casi dei bisillabi (θεός), o anche quando la scomparsa di *w (waw detto anche digamma ϝ), che ha prodotto la vicinanza di due vocali aspre, è così recente che la contrazione non ha più avuto luogo, come nell'esempio *γλυκεϝος > γλυκεός. Nella contrazione delle vocali, è determinante sempre quella precedente - sempre posto che essa sia lunga- altrimenti avviene il contrario, e se accentata, questo se acuto diventa circonflesso, salvo alcuni casi. Questi esiti sono di grande importanza per comprendere la trasformazione sia dei sostantivi nella declinazione sia le diverse coniugazioni dei tempi verbali, dato che esistono, anche in base al dialetto di pertinenza (si ricordino la declinazione attica, il futuro dorico, il futuro attico), chiari fenomeni di contrazione, per via dei processi storici di trasformazione del participio, o dell'incontro della vocale tematica del tema verbale + la desinenza, o dell'unione semplice, per i tempi storici quali l'aoristo III o il piuccheperfetto, con la semplice desinenza.
Gli esiti sono:
- ε+ε = ει (*κοσμέ+ετε > κοσμεῖτε)[1]
- ε+ει = ει (*κοσμέ+ειν > κοσμεῖν)[1]
- ε+η = η (*κοσμέητε > κοσμῆτε)
- η+ε = η (*ζήετε > ζῆτε)
- η+η = η (*θήητε = θῆτε)
- o+o = ου (*δουλόομεν > δουλοῦμεν)
- o+ου = ου (*δουλόυσα > δουλοῦσα)
- o+ω > ω (δουλόωμεν > δουλῶμεν)
- ω+ο = ω (*ῥιγώομεν > ῥιγῶμεν)
- ω+ω = ω (*γνώωμεν > γνῶμεν)

Incontri misti di ᾱ (alfa lungo) con vocali ed ε + α:
- α+ε = ᾱ (*σιγάετε > σιγᾶτε)
- α+ει = ᾱ (*σιγάειν > σιγᾶν)
- α+η = ᾱ (*σιγάητε - congiuntivo presente contratto II persona plurale, come sopra > σιγᾶτε)
- ε+α = η (*γένεα > γένη - Nominativo, accusativo e vocativo neutri plurali di γένος)
- η+α > η (*ἦα > ἦ forma contratta del presente imperfetto)

Altri incontri misti:
- α+ο > ω (*σιγάομεν > σιγῶμεν) - o anche τιμῶ da τιμάω, è frequenza dei verbi tematici la cui vocale tematica -ε-o-α va a contrarre con la vocale del suffisso[2]
- α+ου > ω (*σιγάουσα > σιγῶσα - nominativo contratto del participio presente femminile di σιγάω)
- α+ω = ω (*σιγάωμεν >  σιγῶμεν, come sopra, I persona plurale attiva del presente contratto di σιγάω, si attesta anche la forma normale prima indicata)
- ε+ω = ω (*κοσμέωμεν > κοσμῶμεν - stesse regole di sopra, è attestata anche la forma normale, non per forza contratta)
- η+ο = ω (*ζήομεν > ζῶμεν)
- η+ου = ω (*ζήουσα > ζῶσα)
- η+ω = ω (*θήωμεν > θῶμεν)
- ο+α = ω (*βελτίοσα > βελτίοα - caduta di sigma intervocalico > βελτίω)
- ο+η = ω (*δουλόητε > δουλῶτε)
- ω+α = ω (*ἤρωα > ἤρω)
- ω+ει > ω (*ῥιγώειν > ῥιγῶν, ει è vocale chiusa di timbro)
- ω+η = ω (*γνώητε > γνῶτε
- ο+ε = ου (*δουλόετε > δουλοῦτε)
- ο+ει = ου (*δουλόειν > δουλοῦν - qui ει è una vocale lunga chiusa di timbro /e/ - la resa contratta è uguale al nominativo neutro del participio presente attivo)
- ε+ο = ου (*κοσμέομεν > κοσμοῦμεν)
- ε+ου = ου (*κοσμέουσι > κοσμοῦσι)

- α+ᾳ = ᾳ (*μνάᾳ > μνᾷ dativo singolare contratto di μνᾶ 1° declinazione)
- α+ει = ᾳ (*σιγάεις > σιγᾷς II persona singolare attiva presente contratta di σιγάω)
- α+ῃ = ᾳ (*σιγάῃς > σιγᾷς stesso esito, solo che è la II singolare del congiuntivo presente)
- α+οι = ῳ (*σιγάοιμεν > σιγῷμεν - I persona plurale attiva del presente ottativo)
- ε+ᾳ = ῃ (*συκέᾳ > συκῇ)
- ε+αι = ῃ (*λύεαι > λύῃ)
- ε+ει = ει (*κοσμέις > κοσμεῖς)
- ε+οι = οι (*κοσμέοιτε > κοσμοῖτε)
- ο+οι = οι (*δουλόοιτε > δουλοῖτε)
- ο+ει = οι (*δουλόεις > δουλοῖς - ει qui è un dittongo - contrazione della II persona singolare attiva del presente indicativo)
- ο+ῃ = οι (*δουλόῃς > δουλοῖς - II persona singolare attiva del presente ottativo, che è identica, insieme al resto della coniugazione, all'indicativo).

### Leggi di contrazione
La contrazione avviene secondo le seguenti leggi:
1. La contrazione di due vocali di suono uguale dà luogo alla vocale lunga corrispondente fatta eccezione per i gruppi ε + ε che dà ει e ο + ο che dà ου.
2. Se due vocali di suoni diverso si incontrano vince la vocale con suono più cupo (il suono cupo -Ο- vince sul suono medio -Α- e chiaro -Ε- nella forma lunga ω). Fanno eccezione i gruppi -ε + ο- ed -ο + ε- che danno il dittongo ου come risultato.
3. Tra suono medio -Α- e il suono chiaro -Ε- prevale sempre quello che precede nella forma lunga (ᾱ, η).
4. Nell'incontro tra una vocale e un dittongo:
  - se la vocale che precede ha suono uguale a quello del primo elemento del dittongo scompare senza lasciare traccia;
  - se la vocale che precede è diversa dal primo elemento del dittongo essa si contrae regolarmente con la prima vocale del dittongo. Il secondo elemento se è iota ascritto si sottoscrive mentre se è iota sottoscritto resta tale. Se il secondo elemento è -υ- scompare.

A queste regole ci sono alcune eccezioni, le più importanti sono:
- in alcune parole non si verifica la contrazione per l'antica presenza di un digamma Ϝ intervocalico che ha impedito l'incontro tra le vocali;
- in alcuni casi si è preferito seguire invece che la regola della contrazione, la legge dell'analogia con altre forme aventi il medesimo valore grammaticale.

### L'accento nella contrazione
L'accentazione delle sillabe contratte obbedisce alle seguenti regole:
1. se la prima vocale da contrarre portava l'accento, la sillaba contratta ha l'accento circonflesso;
2. se l'accento cadeva sulla seconda vocale da contrarre la sillaba contratta ha l'accento acuto; se però l'ultima sillaba è breve e la sillaba contratta e accentata è la penultima, l'accento deve essere circonflesso (legge del trocheo finale);
3. se non c'era accento né sulla prima né sulla seconda sillaba da contrarre, la sillaba contratta non porta accento.

Se lo iato avviene tra due parole di cui la prima finisce e la seconda inizia per vocale, esso si può evitare mediante:
- elisione (ἔκθλιψις), cioè la caduta della vocale finale breve davanti alla vocale iniziale della parola seguente. Si verifica soprattutto quando si tratta della vocale finale di avverbi, di congiunzioni e di preposizioni bisillabe. La vocale -υ- non si elide mai mentre è rarissima l'elisione di un dittongo. Il segno dell'elisione è l'apostrofo. Nelle parole composte l'elisione potrebbe essere interna e quindi non segnalata dall'apostrofo. Se per effetto dell'elisione una consonante tenue entra in contatto con una vocale iniziale con spirito aspro, la consonante tenue si muta nella corrispondente aspirata. Per quanto riguarda l'accento se viene elisa una parola baritona (cioè senza accento sull'ultima sillaba) la posizione dell'accento resta immutata. Se invece la parola elisa è ossitona l'accento si sposta sulla sillaba precedente. Se però si tratta di preposizioni o congiunzioni ossitone oppure delle enclitiche -τινα- e -ποτε- nella forma elisa queste perdono l'accento;
- aferesi (ἀφαίρεσις), una forma di elisione inversa (usata soprattutto dai poeti attici e talvolta nelle iscrizioni) per cui dopo una parola uscente in vocale lunga o dittongo si sopprime la vocale breve iniziale della parola che segue. Anche l'aferesi è indicata dall'apostrofo. È frequente con la voce -ἐστί- dopo la particella negativa -μή-, dopo la congiunzione disgiuntiva -ἤ- e dopo -ποῦ-.
- crasi (κρᾶσις), cioè la contrazione di una vocale aspra finale con la vocale aspra iniziale della parola seguente. Il risultato della crasi è sempre una vocale lunga o un dittongo. La fusione dei due suoni avviene, salvo eccezioni, secondo le regole generali della contrazione. Il segno della crasi è la coronide, che è simile a uno spirito dolce e si scrive sulla vocale o sul dittongo risultante dalla contrazione. Quando il primo elemento della crasi è un articolo o un pronome relativo non si segna la coronide ma si lascia lo spirito aspro. Inoltre le parole risultanti dalla crasi generalmente mantengono l'accento della seconda delle due parole che si sono fuse. Se la parola che risulta dalla crasi termina con un trocheo (- ‿) e l'accento deve cadere sulla penultima sillaba, di solito prevale la legge del trocheo finale e l'accento è circonflesso. Per evitare lo iato tra la vocale finale di una parola e la vocale o il dittongo iniziale di quella che segue in alcuni casi si verifica la paragoge ossia l'aggiunta di una consonante (ν, ς mobile) alla fine della prima parola. La crasi avviene soprattutto quando la prima parola è:
  - un articolo: ὁ, ἡ, τό;
  - un pronome relativo: ὃς, ἣ, ὃ;
  - un pronome relativo-indefinito: ὃστις, ἣτις, ὃτι;
  - un pronome personale;
  - la congiunzione -καί-;
  - la preposizione -πρό- nei verbi con essa composti;
  - le particelle εἰ, ἦ, μή, τοί, μέντοι;
  - l'interiezione -ὦ-;
  - le forme χρῆναι (= esserci bisogno), χρῆν (= c'era bisogno), χρῆσται (= ci sarà bisogno) in uso nell'attico derivano da un'originaria crasi di χρὴ εἶναι, χρὴ ἦν, χρὴ ἔσται;
  - le forme θἄτερα e χατερα (che stanno per τὰ ἓτερα e καὶ ἓτερα) risultano da un'antica forma dorica -ἅτερος- equivalente all'attico -ἔτερος-;

## Metatesi, sincope, apocope, protesi
La metatesi quantitativa (μετάθεσις) è lo scambio di quantità (cioè durata) che talvolta può avvenire tra due vocali vicine. Tale fenomeno in attico si riscontra soprattutto nei gruppi ηᾰ → εᾱ e ηο → εω.
La sincope (συγκοπή) è la caduta di una vocale tra due consonanti in corpo di parola.
L'apocope (ἀπκοπή) è la caduta della vocale finale breve davanti a parola che incomincia per consonante. Tale fenomeno è raro presso gli attici e si trova esclusivamente in poesia; provocando l'incontro tra due consonanti dà luogo a vari mutamenti fonetici.
La protesi (πρόθεσις) è il fenomeno per cui in certi casi, per ragioni di eufonia, viene aggiunto un suono vocalico o consonantico in principio di parola.

### Apofonia
L'apofonia, ovvero la gradazione o alterazione vocalica, è il fenomeno fonetico per cui la vocale di una stessa radice subisce delle varie variazioni:
- di quantità,
- di timbro.

Mentre l'apofonia quantitativa è propria del greco, la qualitativa è originaria della lingua indoeuropea e consiste in un vero e proprio mutamento di vocale. Per comprendere il mutamento va ricordato che una radice può avere tre gradi:
- medio (o normale),
- forte (o pieno),
- debole (o ridotto).

L'apofonia qualitativa è quindi proprio il passaggio tra un grado e l'altro che si indica di solito con il nome di vocalismo medio, forte, debole. Non tutti e tre le radici hanno tutte e tre i gradi, e non sempre i fenomeni di apofonia obbediscono a leggi fisse. Le alterazioni frequenti sono tuttavia queste:
| MEDIO  | FORTE | DEBOLE |
| ------ | ----- | ------ |
| ε      | ο     | - (ᾰ)  |
| η      | ω     | ε      |
| ει     | οι    | ῐ      |
| ευ     | ου    | υ      |
| η (<ᾱ) | ω     | ᾰ      |
| ο      | ω     | α      |

Va notato che quando il grado medio contiene il suono -ε- il grado debole (o ridotto) può essere dato: 
- dal secondo elemento del dittongo che eventualmente compone il grado medio;
- dalla scomparsa della vocale -ε- (caso in cui l'apofonia prende il nome di "grado zero");
- da -ᾰ- qualora la -ε- del grado medio sia preceduta da consonante e seguita da liquida (λ, ρ) o nasale (μ, ν).

La presenza di tale -α- nel grado debole si spiega con il fenomeno della cosiddetta vocalizzazione della liquida o della nasale: poiché nel grado zero, caduta la -ε-, la liquida o la nasale preceduta da consonante non si potevano più pronunciare agevolmente si produsse il suono vocalico -α-, che si affiancò a -λ, μ, ρ- e si sostituì a -ν-.
Si ebbero dunque i seguenti passaggi:
- λ > αλ, λα
- ρ > αρ, ρα
- μ > αμ
- ν > α

La -ν- si vocalizza in -α- specialmente quando ha funzione di desinenza.
Il fenomeno della vocalizzazione delle liquide e delle nasali si spiega col fatto che nell'antico indoeuropeo le liquide e le nasali poiché molto sonore erano considerati come suoni intermedi fra consonante e vocale. Poiché però non era agevole per i greci articolare queste liquide-vocali e nasali-vocali, qualora forse precedute da consonante, in ionico-attico esse diedero luogo al suono vocalico -α-.
Analogamente l'alfa privativa greca deriva dall'indoeuropea -ת-.

## Legge dei tre tempi o del trisillabismo
La legge del trisillabismo, meglio definita come legge "dei tre tempi" vocalici, è la norma per cui l'accento in un termine non può risalire oltre la terzultima sillaba, ovvero non può reggere più di tre tempi vocalici a partire da dove cade l'accento, per questo è detta anche "legge di limitazione". 
In sostanza qualsiasi parola di qualsiasi declinazione, pronome, o coniugazione verbale, al di là della lunghezza, se è semplice (solo il radicale o tema + desinenza della declinazione o della coniugazione), monosillabica o composta, e dei prefissi e degli infissi di cui può essere costituita, vede determinata la posizione dell'accento negli ultimi tre tempi finali, cioè nelle tre rispettive sillabe finali.
Alla base di tutto ciò ci sono regole metriche, dacché il greco si sviluppò come lingua musicale, derivando dall'indoeuropeo, con precisi valori metrici in base alle more e ai piedi delle strofe; per cui dovendo far combaciare gli elementi in una strofa, il greco, così come il latino, si distanziarono con precise norme di limitazione di posizione d'accento, rispetto all'indoeuropeo, per dare delle regole fisse a delle grammatiche dove l'accento era inserito liberamente in differenti sedi, senza norme stabilite.
In sostanza dove cade l'accento si determinano i tre tempi che deve avere qualsiasi parola, vuoi parola ossitona (accento sull'ultima sillaba), parissitona (sulla penultima, sdrucciola) o proparossitona (terzultima, bisdrucciola) che sia. 
Infatti, a prescindere se la parola è composta o no, quello che conta sono gli ultimi tre tempi, oltre i quali l'accento non può risalire. Se le ultime due sillabe sono brevi, la parola può avere l'accento al massimo sulla terzultima, cioè sul terzo tempo. Se invece la penultima è lunga (che sia lunga l'ultima non capita quasi mai) già con quella sillaba si raggiungono i tre tempi (uno dell'ultima breve e due della penultima lunga) e l'accento non risale oltre. 
Se l'accento acuto sull'ultima per questioni di contrazione è circonflesso, la parola è detta peruspomena; se invece è circonflesso nella penultima sillaba, la parola è detta properispomena. Non accade che un accento nella terzultima sillaba sia circonflesso, per ragioni di ruspetto delle quantità dei tre tempi. 

### Esempi pratici nel greco antico della legge dei tre tempi
Un esempio della legge dei tre tempi del greco si può desumere da στρατιώτης, nome maschile della I declinazione. L'accento, per il nominativo singolare quale qui rappresentato, non può andare né avanti né indietro, non può venire né στρατίωτης e né στρατιωτής, perché violerebbe la legge dei tre tempi, in quanto una vocale lunga quale ω vale 3 tempi, con accento acuto, altrimenti 2, e la η ne vale 2, mentre una vocale breve 1 tempo. 
Sempre per raggiungere il numero di 3 tempi in ciascun termine, sempre riguardo a questo termine, al vocativo singolare avremo στρᾰτῐῶτᾰ, in primo luogo perché l'α della desinenza è breve, e secondo perché in questo caso vige la "legge del trocheo finale o sotéra", che in pratica indica che una vocale lunga accentata, quando è in posizione precedente all'ultima sillaba, e davanti a una vocale breve, l'accento acuto diventa circonflesso, come in questo caso. Tutto ciò a indicare, brevemente e a mo' di introduzione, alcune caratteristiche fondamentali riguardo all'importanza dell'accentazione, e le sue sfumature sostanziali di differenza di posizione e di natura dell'accento stesso (acuto, grave, circonflesso) in base alla posizione sopra le vocali.
Un accento arriva sulla terzultima sillaba, è sempre acuto, ad esempio:
- θάλασσα thálassa 'mare' - in questo caso abbiamo tutte e tre le vocali brevi della parole, che valgono 1 tempo, raggiungendone quindi 3 in toto. Tuttavia l'accento si trova sulla prima vocale. Non si sa il perché della posizione specifica dell'accento in questo caso, dato il contesto di relativa brevità di tutte le vocali, ma sostanzialmente per la legge dei tre tempi, nei sostantivi l'accento tende a mantenere sempre la posizione del nominativo, sia che essa sia a inizio di parola, che verso la fine o a metà.

- ἐποίησαν epoíēsan 'loro hanno fatto'
- ἄνθρωπος ánthrōpos 'uomo'
- ἄνθρωποι ánthrōpoi 'gli uomini'
- βούλομαι boúlomai 'Voglio'

Eccezione: ὧντινων hôntinōn 'di che tipo di', in cui la seconda parte è una parola enclitica. 
Con poche eccezioni, l'accento può arrivare sulla terzultima solo se l'ultima sillaba della parola è "breve". L'ultima sillaba conta come luce se termina in una vocale breve, o se termina in una vocale breve seguita da non più di una consonante, o se la parola termina in -οι -oi oppure -αι -ai, come nella precedente esempi. Ma per parole come la seguente, che hanno una sillaba finale pesante, l'accento si sposta in avanti fino alla penultima:
- ἀνθρώπου anthrṓpou 'di un uomo'
- ἀνθρώποις anthrṓpois 'con gli uomini'
- ἐβουλόμην eboulómēn 'Io volevo' - verbo deponente

La fine -ει -ei conta sempre come lunga, e nel modo ottativo, le finali -οι -oi o -αι -ai contano anche come lunghe e fanno sì che l'accento vada avanti nello stesso modo:
- ποιήσει poiḗsei 'lo farà'
- ποιήσοι poiḗsoi 'lui farebbe' (futuro ottativo)

Anche l'accento non può venire sulla sillaba terzultima quando la parola termina in -ξ -χ o -ψ -ψ, quindi la differenza in coppie di parole come la seguente:
- φιλόλογος philólogos 'appassionato di parole', ma φιλοκόλαξ philokólax 'appassionato di adulatori'

Eccezioni, quando l'accento può rimanere sulla terzultima anche quando l'ultima vocale è lunga, certe parole terminano in -ων -ōn o -ως -ōs, ad esempio: 
- πόλεως póleōs 'di una città', πόλεων póleōn 'delle città' (genitivo plurale)
- χρυσόκερως khrusókerōs 'corno d'oro', ῥινόκερως rhinókerōs 'rinoceronte'
- ἵλεως híleōs 'propizio', Μενέλεως Menelao 'Menelao'

### Legge sotéra o del trocheo finale
Questa legge fa riferimento alla successione metrica del trocheo, composto da una sillaba lunga e una breve (— ∪), anche se tale termine metrico è improprio perché il trocheo indica una successione di sillaba lunga e breve, non di vocale. È anche conosciuta come la legge σωτῆρα (legge sotéra), poiché nell'accusativo singolare la parola della III declinazione σωτήρ, del gruppo con tema in vocale, sōtḗr, ("salvatore") diventa σωτῆρα, sōtêră nell'accusativo, con l'accento circonflesso: si verifica cioè esattamente quanto enunciato dalla legge; viceversa, per la legge del trisillabismo, se la vocale finale muta di lunghezza, come ad esempio nell'accusativo plurale della parola considerata, divenendo l'α lunga, si ha σωτήρας, sōtḗrās.
Se l'accento cade sulla penultima sillaba, deve obbligatoriamente essere circonflesso, se l'ultima vocale della parola è breve e soprattutto se la vocale accentata è lunga, altrimenti rimane acuto; ciò vale anche per le parole che terminano in -ξ -χ -ψ:
- σῶμα, sôma, "corpo" (nominativo singolare neutro III declinazione)[6]
- δοῦλος, doûlos, "schiavo"
- κῆρυξ, kêrux, "araldo"
- λαῖλαψ, laîlaps, "tempesta"

Nella maggior parte dei casi, il dittongo finale -αι, -oi conta come una vocale breve:
- ναῦται, naûtai, "marinai"
- ποιῆσαι, poiêsai, "fare"
- δοῦλοι, doûloi, "schiavi"

Altrimenti l'accento è acuto:
- ναύτης, naútēs, "marinaio"
- κελεύει, keleúei, "tu ordina"
- δούλοις, doúlois, "per schiavi (dativo)"

Eccezione 1: alcuni composti ottenuti da una parola ordinaria e un suffisso enclitico hanno l'accento acuto anche se hanno vocale vocale lunga e breve: 
- οἵδε, hoíde, "questi"; ἥδε, hḗde, "questa" (ma τῶνδε, tônde, "di questi")
- ὥστε, hṓste, "così che"; οὔτε, oúte, "né"
- εἴθε, eíthe, "se solo"
- οὔτις, oútis, "nessuno" (ma come nome proprio nell'Odissea per Ulisse: Οὖτις, Oûtis, "Nessuno")

Eccezione 2: nelle espressioni locative e nei verbi al modo ottativo il dittongo finale -αι, -οι conta come una vocale lunga:
- οἴκοι, oíkoi, "a casa" (cfr. οἶκοι, oîkoi, "case")
- ποιήσαι, poiḗsai, "potrebbe fare" (aoristo ottativo, = ποιήσειε, poiḗseie) (cfr. ποιῆσαι, poiêsai, "fare")

### Legge di Vendryes
Dal nome del linguista Joseph Vendryes, secondo lui le parole trisillabiche che in altri dialetti possono essere properispomene, e che quindi hanno l'ultima sillaba breve, passano a proparossitone. Tale norma è detta anche impropriamente "legge di βέβαιος" da questo termine, che esce in -αιος, questa legge è frequente in molti termini uscenti così, come in -ειος e -ιος, ed equivale all'atticizzazione di questo termine, che in altri dialetti greci esce in βεβαῖος, mentre nello ionico attico in βέβαιος.

### Legge di Wheeler o del dattilo finale
Porta il nome dello studioso Benjamin Wheeler, detta anche del dattilo per la forma metrica — ∪ ∪: se una parola termina con sillaba lunga, seguita da due brevi, come nello schema metrico, le parole che in origine erano ossitone diventano parossitone, come nel caso del dativo plurale di ἀνήρ, che viene ἀνδράσι anziché l'originario *ἀνδρασί; questo fenomeno è visibile anche nei participi mediopassivi del perfetto, come nel caso di λελυμένος, anziché *λελυμενός.

### La baritonesi
Il terzo principio dell'accentazione greca è quello secondo cui, dopo aver preso in considerazione la legge della limitazione e la legge σωτῆρα (sōtêra), l'accento su sostantivi, aggettivi e pronomi rimane il più lontano possibile dall'ultima sillaba, restando sulla stessa sillaba (contando dall'inizio del parola) in tutti i casi, numeri e generi. Si tratta di una caratteristica linguistica dell'Asia Minore, che rimase impressa nella grammatica del dialetto eolico greco, evidente nelle poesie di Saffo, Alceo, Anacreonte. Per il fenomeno della baritonesi, eccettuati i monosillabi, l'accento non cade mai sull'ultima sillaba. Per esempio:
- ζυγόν zugón 'giogo', pl. zυγά zugá 'gioghi'
- στρατιώτης stratiṓtēs 'soldato', στρατιῶται stratiôtai 'soldati'
- πατήρ patḗr (padre), pl. πατέρες patéres 'padri'
- σῶμα sôma (corpo), pl. σώματα sṓmata 'corpi'

Ma una sillaba in più o un finale lungo, nella parola, provoca uno spostamento di accento, nelle declinazioni o nelle coniugazioni, in base alla lunghezza della vocale, es:
- ὄνομα ónoma (nome), pl. ονόματα onómata 'nomi'
- δίκαιος díkaios (giusto), fem. δικαίᾱ dikaíā 'giusti'
- σῶμα sôma (corpo), gen.pl. σωμάτων sōmátōn 'dei corpi'

## Caratteristiche degli accenti
Diversamente dal greco moderno, il tipo di accento del greco antico è tonale, cioè una sillaba accentata è pronunciata più acuta delle altre; Dionigi di Alicarnasso afferma che la differenza di altezza corrisponde a un intervallo musicale di quinta. Nell'ortografia politonica del greco (inventata in età ellenistica ma non universalmente adottata fino all'epoca bizantina), l'accento acuto (ὀξεῖα προσῳδία) è utilizzato per indicare l'accento semplice su una sillaba. Su vocali lunghe e dittonghi l'accento può cadere su ciascuna delle due componenti (o more) della sillaba: se esso cade sulla prima mora si avrà un tono alto seguito da un tono basso, ed è indicato nell'ortografia politonica dall'accento circonflesso (περισπωμένη προσῳδία): /έε/ = ῆ, ma /εέ/ = ή.
L'accento acuto sull'ultima sillaba è regolarmente sostituito dall'accento grave (βαρεῖα προσῳδία) (eccetto prima di una pausa o di una parola enclitica): questo potrebbe indicare un abbassamento dell'altezza, ma gli elementi forniti dagli autori non sono chiari su questo punto. 

### Mora
La mora è l'unità di lunghezza vocalica. Le vocali brevi costituiscono una mora, le vocali lunghe e i dittonghi invece due more.
- Breve:
  - ᾰ, ε, ῐ, ο, ῠ (talvolta αι, οι)
- Lunga:
  - vocali semplici:
    - ᾱ, η, ῑ, ω, ῡ

  - dittonghi:
    - in ι:
      - ει, υι; ᾳ, ῃ, ῳ (talvolta αι, οι)

    - in υ:
      - αυ, ευ, ου; ᾱυ, ηυ, ωυ

### Accento acuto

Esempio di vocale greca con accento acuto

L'accento acuto (ά) indica il tono alto sull'ultima mora di una vocale o di un dittongo. Sulle vocali brevi indica l'innalzamento della voce sulla vocale; su vocali lunghe e dittonghi, indica, rispettivamente, una mora atona e una accentata (cioè un innalzamento della voce sulla seconda mora della vocale o del dittongo).
|                       | more | more |
| 1                     | 2    |      |
| --------------------- | ---- | ---- |
| vocale breve          |      | ´    |
| vocale lunga/dittongo | `    | ´    |

### Accento circonflesso

Esempio di vocale greca con accento circonflesso

L'accento circonflesso (ᾶ) può cadere solo su vocali lunghe e dittonghi perché è un accento composto. È formato, nell'ordine, da una mora accentata e una atona (cioè da un innalzamento della voce sulla prima mora e un abbassamento sulla seconda) Indica una combinazione tra accento acuto e grave, ossia un iniziale innalzamento di tono, che termina con un abbassamento, esso è usato prevalentemente per le vocali lunghe, può divenire circonflesso da acuto per la legge sotéra oppure può essere frutto di una contrazione di due vocali.
|                       | more | more |
| 1                     | 2    |      |
| --------------------- | ---- | ---- |
| vocale lunga/dittongo | ´    | `    |

### Accento grave

Esempio di vocale greca con accento grave

L'accento grave (ὰ) indica assenza di accento o il tono basso. Nella convenzione moderna, si segna solo come sostituzione dell'accento acuto in fine di parola (tranne prima di una pausa o di un'enclitica), ma anticamente poteva anche essere scritto su tutte le vocali e i dittonghi atoni. Come l'accento acuto, può trovarsi su ogni tipo di vocale e dittongo. L'accento sostituisce quello acuto in tutte le parole ossitone non seguite da segni di punteggiatura, ad eccezione del pronome interrogativo τίς, τί, che resta sempre ossitono, o da particelle dette "enclitiche". Questo fenomeno è detto "baritonesi delle ossitone", cioè che quando una parola ossitona non seguita da segni di interpunzione (pause) viene pronunciata in stretto legame con la parole che segue, dunque non comportando l'innalzamento di tono tipico dell'acuto. Gli alessandrini disegnarono l'accento grave su tutte quelle sillabe che non avevano l'acuto, e solo più tardi l'accento venne sistemato sulle ossitone non seguite da segni di punteggiatura.
In sostanza l'accento diventa grave, da acuto, quando si trova sull'ultima sillaba, in una parola succeduta da un'altra in cui l'accento si trova sulla prima sillaba, come nel caso di βαρùς τόνος.

### Uso dell'accento grave
Normalmente in una frase, ogni volta che una parola ossitona è seguita da una parola non-enclitica, l'acuta viene trasformata in una tomba; ma prima di una pausa (come una virgola, due punti, punto o fine), rimane acuta:
- ἀνὴρ ἀγαθός anḕr agathós 'uomo valoroso'

(Non tutti gli editori seguono la regola sulla fine del verso.) 
L'acuto rimane anche prima che una parola enclitica come ἐστί estí 'egli è':
- ἀνὴρ ἀγαθός ἐστι anḕr agathós esti 'egli è un uomo valoroso'

Nelle parole τίς; Tis? 'chi?' e τί; Ti? 'che cosa? perché? ", tuttavia, l'accento rimane sempre acuto, anche se segue un'altra parola:
- τίς οὗτος; tís hoûtos? 'chi è quello?'
- τί ποιεῖς; tí poieîs? 'cosa stai facendo?'

### Uso dell'accento circonflesso
Quando un nome o un aggettivo viene usato in diversi casi, un finale acuto cambia spesso in un circonflesso. Nella I e II declinazione, le parole di ossitone cambiano l'accento a un circonflesso nel genitivo e nel dativo. Questo vale anche per il doppio e il plurale e per l'articolo determinativo:
- ὁ θεός ho theós 'il dio', acc.sg. τὸν θεόν tòn theón - gen. sg. τοῦ θεοῦ toû theoû 'del dio', dat.sg. τῷ θεῷ tôi theôi 'al dio'

Tuttavia, le parole di ossitone nella declinazione "attica" mantengono il loro acuto nel genitivo e nel dativo: 
- ἐν τῷ νεῴ en tôi neṓi 'nel tempio'

I nomi di terza declinazione come "re" di βασιλεύς basileús cambiano l'acuto in un circonflesso nel plurale vocativo e dativo singolare e nominativo: 
- βασιλεύς basileús, voc.sg. βασιλεῦ basileû, dat.sg. βασιλεῖ basileî, nom.pl. βασιλεῖς basileîs o βασιλῆς basilês

Aggettivi del tipo ἀληθής alēthḗs 'verità' cambiano l'acuto in un circonflesso in tutti i casi che hanno una desinenza a vocale lunga: 
- ἀληθής alēthḗs, acc.sg. ἀληθῆ alēthê, gen.sg. ἀληθοῦς alēthoûs, dat.sg. ἀληθεῖ alētheî, nom./acc.pl. ἀληθεῖς alētheîs, gen.pl. ἀληθῶν alēthôn

Aggettivi del tipo ἡδύς hēdús 'piacevole' cambiano l'acuto in un circonflesso nel dativo singolare, nominativo e accusativo plurale: 
- ἡδύς hēdús, dat.sg. ἡδεῖ hēdeî, nom./acc.pl. ἡδεῖς hēdeîs

### L'accento nella I declinazione
Quelli che terminano in α breve sono tutti ritratti il più possibile all'inizio di termine: 
- θάλασσα thálassa 'mare',
- Μοῦσα Moûsa 'Muse (dea della musica),
- βασίλεια basíleia 'regina',
- γέφυρα géphura 'ponte',
- ἀλήθεια alḗtheia 'verità',
- μάχαιρα mákhaira 'pugnale',
- γλῶσσα glôssa 'lingua, lingua'

Di quelli che finiscono in long -α -a o -η -ē, alcuni hanno un accento penultimo:
- οἰκία oikía 'casa',
- χώρα khṓra 'paese',
- νίκη níkē 'vittoria',
- μάχη mákhē 'battaglia',
- ἡμέρα hēméra 'giorno',
- τύχη túkhē 'possibilità',
- ἀνάγκη anánkē 'necessità',
- τέχνη tékhnē 'mestiere',
- εἰρήνη eirḗnē 'pace'

Gli altri sono ossitoni:
- ἀγορά agorá "mercato",
- στρατιά stratiá "esercito",
- τιμή timḗ "onore",
- ἀρχή arkhḗ "impero - inizio",
- ἐπιστολή epistolḗ 'lettera ',
- κεφαλή kephalḗ 'testa ',
- ψυχή psukhḗ 'anima ',
- βουλή boulḗ 'consiglio - assemblea '

Pochissimi hanno un finale contratto con un circonflesso sull'ultima sillaba, e alcuni sono il risultato di contrazione di due vocali:
- γῆ gê 'terra, terra',
- Ἀθηνᾶ Athēnâ 'Atena',
- μνᾶ mnâ 'mina - moneta'

I nomi maschili di I declinazione di solito hanno un accento sulla penultima sillaba:
- στρατιώτης 'soldato',
- πολίτης 'cittadino',
- νεανίας 'giovane',
- ναύτης, 'nuotatore'
- δεσπότης 'despota - tiranno'
- Πέρσης 'Persiano',
- Ἀλκιβιάδης Alkibiades 'Alcibiade',
- Μιλτιάδης Milziade 'Milziade'

Alcuni, in particolare i nomi degli agenti, sono ossitoni:
- ποιητής poiētḗs 'poeta',
- κριτής kritḗs 'giudice',
- μαθητής mathētḗs 'discente, discepolo',
- ἀθλητής athlētḗs 'atleta',
- αὐλητής aulētḗs 'auleta - suonatore di aulo'

Ce ne sono anche alcuni con una sillaba finale contratta:
- Ἑρμῆς Hermês 'Ermes',
- Βορρᾶς Borrhâs 'Borea'

Il cambiamento dell'accento nella I declinazione avviene così. 
Nelle parole proparossitone come θάλασσα thálassa, con una vocale finale corta, l'accento si sposta al penultimo nel plurale accusativo, e nel genitivo e dativo singolare, duale e plurale, quando la vocale finale diventa lunga:
- θάλασσα thálassa 'mare', gen. τῆς θαλάσσης tês thalássēs 'del mare'

Nelle parole con accento penultimo, l'accento è persistente, cioè, per quanto possibile, rimane sulla stessa sillaba quando il nome cambia caso. Ma se le ultime due vocali sono lunga e breve, si trasforma in un circonflesso:
- στρατιώτης stratiṓtēs 'soldier', nom.pl. οἱ στρατιῶται hoi stratiôtai 'the soldiers'

Nelle parole ossitone, l'accento si trasforma in un circonflesso nel genitivo e nel dativo (anche al plurale e al duale), proprio come nell'articolo determinativo:
- τῆς στρατιᾶς tês stratiâs 'dell'esercito', τῇ στρατιᾷ têi stratiâi 'per l'esercito'

Tutti i nomi di prima declinazione hanno un circonflesso sulla sillaba finale nel plurale genitivo: 
- στρατιωτῶν stratiôtôn 'di soldati', ἡμερῶν hēmerôn 'di giorni'

Il vocativo dei nomi di prima declinazione di solito ha l'accento sulla stessa sillaba del nominativo. Ma la parola δεσπότης despótēs 'despota' ha un vocativo accentato sulla prima sillaba:
- ὦ νεανία ô neanía 'o giovanotto!', ὦ ποιητά ô poiētá 'o poeta'
- ὦ δέσποτα ô déspota 'o maestro! - o despota!

### L'accento nella II declinazione
La maggior parte dei nomi di seconda declinazione ha un accento recessivo, ma ci sono alcuni ossitoni e pochi con un accento intermedio (né recessivo né ossitono) o contratto:
- ἄνθρωπος Anthropos 'uomo',
- ἵππος 'cavallo',
- πόλεμος 'guerra',
- νῆσος 'isola',
- δοῦλος 'schiavo',
- λόγος 'parola - discorso - dialogo',
- θάνατος 'morte',
- βίος 'vita',
- ἥλιος 'sole',
- χρόνος Khronos 'tempo',
- τρόπος 'modo',
- νόμος 'legge',
- θόρυβος 'rumore',
- κύκλος 'cerchio'
- θεός Theós 'Dio',
- ποταμός 'fiume',
- ἀδελφός 'fratello',
- ἀριθμός 'numero',
- στρατηγός 'Generale',
- ὀφθαλμός 'occhio',
- οὐρανός 'paradiso',
- υἱός 'figlio',
- παρθένος parthénos 'fanciulla',
- νεανίσκος neanískos 'gioventù',
- ἐχῖνος 'porcospino'

I contratti: νοῦς noûs 'mente' (contratto da νόος), πλοῦς ploûs 'viaggio in mare'
Le parole della declinazione "attica" che terminano in -ως -ōs possono anche essere recessive o ossitone: [68]
- Μενέλεως Menelao,
- Μίνως Minus 'Mínos
- νεώς neṓs 'tempio'
- λεώς leṓs 'popolo'

Le parole neutre sono per lo più recessive, ma non tutte:
- δῶρον Doron 'dono',
- δένδρον dendron 'albero',
- ὅπλα hopla 'armi',
- στρατόπεδον stratópedon 'campo di addestramento',
- πλοῖον ploîon 'barca',
- ἔργον ergon 'lavoro',
- τέκνον Teknon 'bambino',
- ζῷον 'animale'
- σημεῖον sēmeîon 'segno',
- μαντεῖον manteîon 'oracolo',
- διδασκαλεῖον didaskaleîon 'scuola'
- ζυγόν 'giogo' zugón,
- ᾠόν oion 'uovo',
- ναυτικόν nautikón 'flotta',
- ἱερόν Ierone 'tempio' (gli ultimi due sono derivati da aggettivi)

Le parole che terminano in -ιον -ion hanno spesso un accento sulla terzultima:
- βιβλίον biblíon 'libro - meglio - "rotolo" (di papiro o pergamena)',
- χωρίον khōríon 'piazza',
- παιδίον paidíon 'bambino',
- πεδίον pedíon 'pendio'

Ma alcune parole -o-ioni sono recessive, specialmente quelle con vocale breve hanno l'accento sulla terzultima:
- στάδιον stádion 'stadio' (600 piedi),
- μειράκιον meirákion 'corsa'

Come con le regole della prima declinazione, l'accento sui nomi ossitoni della seconda declinazione con nominativo θεός theós 'dio', cambia in un circonflesso nel genitivo e dativo (singolare, duale e plurale): 
τοῦ θεοῦ toû theoû 'del dio', τοῖς θεοῖς toîs theoîs 'agli dei'
Ma quelli nella declinazione attica mantengono il loro acuto: 
τοῦ λεώ toû leṓ 'delle persone'
A differenza della prima declinazione, le parole con fenomeni di baritonesi non hanno un circonflesso nel plurale genitivo:
τῶν ἵππων tôn híppōn 'dei cavalli'

### L'accento nella III declinazione
Nella III declinazione i nomi maschili e femminili possono essere recessivi o ossitoni:
μήτηρ mḗter 'madre', θυγάτηρ thugátēr 'figlia', phúlax φύλαξ 'guardia', πόλις Pólis 'città', γέρων Geron 'vecchio', λέων Leon 'leone', δαίμων daimon 'dio', trireme triḗrēs τριήρης'(nave da guerra) ', Martus μάρτυς 'testimone', μάντις Mantis 'veggente', τάξις táxis 'accordo', Ἕλληνες Elleni' Greci, Πλάτων Platon 'Platone', Σόλων Solon 'Solon', Δημοσθένης Demostene.
πατήρ Patḗr 'padre', ἀνήρ Anḗr 'uomo', γυνή Gynḗ 'donna', il Basileus βασιλεύς 're', hippeús ἱππεύς 'cavaliere', χειμών kheimṓn 'tempesta, inverno', Elpis ἐλπίς 'speranza', Ἑλλάς hellas 'Grecia', ἰχθύς ikhthús 'pesce', Elpis ἐλπίς 'speranza', Patris πατρίς 'patria', ἀγών Agon 'contest', λιμήν Limen 'porto', χιών khiṓn 'neve', χιτών khitṓn 'tunica', odous ὀδούς 'dente', ἀσπίς Aspis 'scudo', δελφίς delphís 'delfino', Ἀμαζών Amazṓn 'Amazzone', Ὀδυσσεες Odusseús 'Ulisse', Σαλαμίς Salamís 'Salamis', Μαραθών Marathṓn 'Maratona'
Alcuni nomi risultanti da una contrazione sono perispomeni:
Ξενοφῶν Xenophôn (Senofonte), Περικλῆς Periklês (Pericle), Ποσειδῶν Poseidôn (Poseidone), Ἡρακλῆς Hēraklês (Eracle), Σοφοκλῆς Sophoklês (Sofocle)
Allo stesso modo, i monosillabi maschili e femminili possono essere recessivi (con un circonflesso) o ossitone (con un acuto):
παῖς paîs 'ragazzo', ναῦς naûs 'nave', βοῦς boûs 'bue', γραῦς graûs 'vecchia', ὗς hûs 'maiale', óἶς oîs 'pecora'
χείρ Kheir 'mano', Pous πούς 'piede', νύξ Nux 'notte', Ζεύς zeus 'Zeus', χθών khthṓn 'terra', μήν uomini 'mese', Πάν Pan 'Pan', χήν Khen 'oca', αἴξ Aix 'capra'.
I nomi neutri di terza declinazione sono tutti recessivi e i monosillabi hanno un circonflesso (questo include le lettere dell'alfabeto): 
ὄνομα Onoma 'nome', σῶμα soma 'corpo', στόμα stomia 'bocca', teîkhos τεῖχος 'muro', Óros ὄρος 'montagna', Etos ἔτος 'Anno', αἷμα Haima 'sangue', ὕδωρ 'acqua' húdōr, γένος Génos 'stirpe', kρήματα khrḗmata 'denaro', πρᾶγμα prâgma 'affari, affare', πνεῦμα pneûma 'spirito, respiro', τέλος télos 'fine'
πῦρ pûr 'fuoco', φῶς phôs 'luce', κῆρ kêr "cuore" (usato in poesia)
μῦ mû (verso della mucca), φῖ phî, ὦ ô 'omega'
Quanto ai fenomeni di spostamento dell'accento nella III declinazione, l'accento nel nominativo plurale e nell'accusativo singolare e plurale è di solito sulla stessa sillaba del nominativo singolare, a meno che ciò non spezzi la regola dei tre tempi. Così:
- χειμών kheimṓn, pl. χειμῶνες kheimônes 'tempeste'
- γυνή gunḗ, pl. γυναῖκες gunaîkes 'donne'
- πατήρ patḗr, pl. πατέρες patéres 'padri'
- ναῦς naûs, pl. νῆες nêes 'navi'
- σῶμα sôma, pl. σώματα sṓmata 'corpi'

Ma:
- ὄνομα ónoma, pl. ονόματα onómata 'nomi'

Le seguenti sono eccezioni e hanno l'accento su una sillaba diversa al plurale o al singolare accusativo:
- ἀνήρ anḗr, pl. ἄνδρες ándres 'uomini'
- θυγάτηρ thugátēr, pl. θυγατέρες thugatéres (poetic θύγατρες thúgatres) 'figlie'
- μήτηρ mḗtēr, pl. μητέρες mētéres 'madri'
- Δημήτηρ Dēmḗtēr, acc. Δήμητρα Dḗmētra 'Demetra'

Le parole che terminano in -ευς -eus sono tutte ossitone, ma solo nel nominativo singolare. In tutti gli altri casi l'accento è su ε e o η ē:
βασιλεύς basileús 're', acc.sg. τὸν βασιλέα tòn basiléa, gen.sg. τοῦ βασιλέως toû basiléōs, nom.pl. οἱ βασιλῆς hoi basilês o οἱ βασιλεῖς hoi basileîs
Nel genitivo e dativo singolare, doppio e plurale, i monosillabi solitamente spostano l'accento sulla sillaba finale. Il plurale genitivo ha un circonflesso:
- singolare: nom. πούς poús 'piede', acc. πόδα póda - gen. ποδός podós, dat. ποδί podí
- doppio: nom./acc. πόδε póde - gen./dat. ποδοῖν podoîn
- plurale: nom. πόδες pódes, acc. πόδας pódas - gen. ποδῶν podôn, dat. punto di partenza
- singolare: νύξ núx 'notte', νύκτα núkta - νυκτός nuktós, νυκτί nuktí
- plurale: νύκτες núktes, νύκτας núktas - νυκτῶν nuktôn, νυξί nuxí

Le seguenti sono di formazione irregolare, ma l'accento si muove nello stesso modo:
- ναῦς naûs 'nave', ναῦν naûn - νεώς neṓs, νηΐ nēḯ
- plurale: νῆες nêes, ναῦς naûs - νεῶν neôn, νηυσί nēusí [62]
- Zεύς Zeús 'Zeus', Δία Día - Διός Diós, Διΐ Diḯ
- γυνή gynḗ 'donna' e κύων kúōn 'cane' seguono lo stesso schema:

- γυνή gynḗ 'donna', γυναῖκα gynaîka - γυναικός gynaikós, γυναικί gynaikí

pl. γυναῖκες gynaîkes, γυναῖκας gynaîkas - γυναικῶν gynaikôn, γυναιξί gynaixí
- κύων kúōn 'cane', κύνα kúna - κυνός kunós, κυνί kuní

pl. κύνες kúnes, κύνας kúnas - κυνῶν kunôn, κυσί kusí
I cosiddetti "termini di parentela" πατήρ patḗr 'padre', μήτηρ mḗtēr 'madre', θυγάτηρ thugátēr 'figlia', γαστήρ gastḗr 'stomaco', ἀνήρ anḗr 'uomo' sono simili, ma variano in alcuni dettagli:
- πατήρ patḗr 'padre', πατέρα patéra - πατρός patrós, πατρί patrí

pl. πατέρες patéres, πατέρας patéras - πατέρων patérón, πατράσι patrási [74]
- ἀνήρ anḗr 'uomo', ἄνδρα ándra - ἀνδρός andrós, ἀνδρί andrí

pl. ἄνδρες ándres, ἄνδρας ándras - ἀνδρῶν andrôn, ἀνδράσι andrási
Ci sono alcune irregolarità. I nomi παῖς paîs 'ragazzo' e Τρῶες Trôes 'Troiani' seguono questo schema tranne nel genitivo doppio e plurale: παίδων paídōn, Τρώων Trṓōn, ma dativo plurale παισί paisí, Τρωσί Trōsí. L'aggettivo πᾶς pâs 'all' ha un accento mobile ma solo al singolare. I participi monosillabici, come ὤν ṓn 'being' hanno un accento fisso. Il pronome interrogativo τίς; τί; Tis? Ti? 'chi? che cosa?' ha anche un accento fisso. 
Le parole neutre che terminano in -óς -os hanno un circonflesso nel plurale genitivo:
τεῖχος teîkhos 'vallo - muro', gen.pl. τειχῶν teikhôn 'dei valli'
Per quanto riguarda il genitivo plurale della parola τριήρης triḗrēs 'trireme', c'era incertezza. "Alcuni lo pronunciano baritono, altri perispomeni, scrisse un grammatico. 
Nomi come πόλις pólis 'città' (inteso come comunità politica e sociale) e ἄστυ ástu 'città' (in senso generico) con genitive singolare -εως -eōs 'città' mantengono il loro accento sulla prima sillaba nel genitivo singolare e plurale, nonostante la lunga desinenza vocale: 
πόλις pólis 'città', gen.sg. πόλεως póleōs, gen.pl. πόλεων póleōn
Il vocativo singolare di alcuni nomi di terza declinazione ha un accento diverso dal nominativo. Qualche volta un finale affilato cambia a un accento circonflesso:
ὦ Ζεῦ ô Zeû 'o Zeus', ὦ βασιλεῦ ô basileû 'o re'
Di solito l'accento diventa recessivo:
πάτερ páter 'padre!', γύναι gúnai 'o donna!', ὦ Σώκρατες ô Sṓkrates 'o Socrate!', Πόσειδον Póseidon, Ἄπολλον Ápollon, Περίκλεις Períkleis

### L'accento negli aggettivi
Gli aggettivi hanno frequentemente l'accentazione di parole ossitone, ma ci sono anche termini con fenomeno di baritonesi, e alcuni con una sillaba finale contratta. Gli esempi dei termini ossitoni sono:
ἀγαθός Agathos 'buono', κακός kakos 'cattivo', καλός kalós 'bello', Deinos δεινός 'temibile', Ἑλληνικός Hellēnikós 'greco', Sophos σοφός 'saggi', iskhurós ἰσχυρός 'forte', μακρός Makros 'lungo', αἰσχρός aiskhrós 'vergognoso', ὑψηλός hupsēlós, μικρός mikrós 'piccolo', πιστός pistós 'fedele', χαλεπός khalepós 'difficile'
ἀριστερός aristerós 'mano sinistra', δεξιτερός dexiterós 'mano destra'
ἡδύς hēdús 'piacevole', Oxus ὀξύς 'tagliente, acuto', Barus βαρύς 'pesanti, basso-acuto', ταχύς takhús 'veloce', bradús βραδύς 'lento', Bathus βαθύς 'profonde', glukús γλυκύς 'dolce'. (Il femminile di tutti questi ha -εῖα -eîa.)
πολύς polús 'much', plurale πολλοί polloí 'molti'
ἀληθής alethes 'vero', eutukhḗs εὐτυχής 'fortunato', dustukhḗs δυστυχής 'sfortunati', Asthenes ἀσθενής 'deboli, malati', asphalḗs ἀσφαλής 'sicuro'
I termini con accento sulla terzultima:
φίλιος Philios 'amicizia', polémios πολέμιος 'nemico', δίκαιος Dikaios 'solo', ploúsios πλούσιος 'ricco', Axios ἄξιος 'degno', Λακεδαιμόνιος Lakedaimónios 'Spartano', ῥᾴδιος rhāidios 'facile'
μῶρος Moros 'stupido', ádikos ἄδικος 'ingiusta', Neos νέος 'nuovi giovani', Monos Single 'Alone', khrḗsimos χρήσιμος 'utile', λίθινος líthinos 'fatta di pietra', xúlinos ξύλινος 'legno'
ἄλλος állos 'altro', ἕκαστος hékastos 'ciascuno'
humμέτερος huméteros 'your', ἡμέτερος hēméteros 'our'
ἵλεως híleōs 'propizio'
εὐμένης euménēs 'kindly', δυσώδης dusṓdēs 'maleodorante', εὐδαίμων eudaímōn 'felice'.
πᾶς, πᾶσα, πᾶν pâs, pâsa, pân 'tutto - ognuno', plurale πάντες pántes
I termini con accento parossitono:
ὀλίγος olígos 'piccolo - esiguo', ἐναντίος enantíos 'opposto', πλησίος plēsíos 'vicino'
μέγας mégas 'grande, grande', fem. μεγάλη megálē, plurale μεγάλοι megáloi
Con accento perispomeno:
Ἀθηναῖος Athēnaîos 'Ateniese', ἀνδρεῖος andreîos 'coraggioso'
ἑτοῖμος / ἕτοιμος hetoîmos / hétoimos 'ready', ἐρῆμος / ἔρημος erêmos / érēmos 'abbandonato'
τοιοῦτος toioûtos 'tale', τοσοῦτος tosoûtos 'così grande'
χρυσοῦς khrusoûs 'dorato', χαλκοῦς khalkoûs 'bronzeo'
Aggettivi comparativi e superlativi hanno tutti un accento recessivo:
σοφώτερος sophṓteros 'più saggio', σοφώτατος sophṓtatos 'molto saggio'
μείζων meízōn 'il più grande', μέγιστος mégistos 'grandissimo'
Gli aggettivi che terminano in -ής -ḗ hanno un circonflesso nella maggior parte dei finali, dal momento che questi sono contratti: 
ἀληθής alēthḗs 'vero', maschile plurale ἀληθεῖς alētheîs
μῶρος môros 'folle' è ossitono nel Nuovo Testamento:
πέντε δὲ ἐξ αὐτῶν ἦσαν μωραί pénte dè ex autôn êsan mōraí 'e cinque di loro erano folli' (Matteo 25,2)
I nomi personali derivati dagli aggettivi sono di solito recessivi, anche se l'aggettivo non è:
Ἀθήναιος Athḗnaios 'Ateneo', da Ἀθηναῖος Athēnaîos 'Ateniese'
Γλαῦκος Glaûkos, da γλαυκός glaukós 'dagli occhi grigi'
A differenza del greco moderno, che ha un accento fisso negli aggettivi, un accento sulla terzultima, va in avanti quando l'ultima vocale è lunga:
φίλιος phílios 'amicizia (masc.)', φιλίᾱ philíā 'amicizia (fem.)', fem.pl. φίλιαι phíliai
Il genitivo plurale degli aggettivi femminili è accentato -ῶν -ôn, ma solo in quegli aggettivi in cui le forme maschile e femminile del plurale genitivo sono differenti:
πᾶς pâs 'tutto', gen.pl. πάντων pántōn 'di tutti (masc.)', πασῶν pasôn 'di tutti (fem.)'
Ma:
δίκαιος díkaois 'giusto', gen.pl. δικαίων dikaíōn (entrambi i sessi)
In un aggettivo con baritonesi, nel neutro, quando l'ultima vocale diventa corta, l'accento di solito recede:
βελτίων beltíōn 'meglio', neutro βέλτιον béltion
Tuttavia, quando il finale -ν -n era precedentemente * -ντ -nt, l'accento non diminuisce (questo include i participi neutri): 
- χαρίεις kharíeis 'grazioso', neutro χαρίεν kharíen
- ποιήσας poiḗsas 'aver fatto', neutro ποιῆσαν poiêsan

L'aggettivo μέγας mégas 'grande' sposta il suo accento al penultimo in forme della parola che contengono lambda (λ l):
μέγας mégas 'grande', plurale μεγάλοι megáloi
Il maschile πᾶς pâs 'all' e neuter πᾶν pân hanno il loro accento sul finale in genitivo e dativo, ma solo al singolare:
πᾶς pâs 'tutto', gen.sg. παντός pantós, dat.sg. παντί pantí (ma gen.pl. πάντων pántōn, dat.pl. πᾶσι pâsi)
Il participio ὤν ṓn 'io sto', genitivo ὄντος óntos, ha un accento fisso.

### Sostantivi composti
I composti ordinari, cioè quelli che non sono del tipo "oggetto + verbo", di solito hanno un accento recessivo:
- ἱπποπόταμος hippopótamos 'ippopotamo' ('cavallo del fiume')
- Τιμόθεος Timótheos 'Timothy' ('onorare il dio')
- σύμμαχος súmmakhos 'alleato' ('combattimento a fianco')
- φιλόσοφος philósophos 'philosopher' ('amorevole saggezza')
- ἡμίονος hēmíonos 'mulo' ('semi-asino')

Ma ce ne sono alcuni che sono ossitoni:
- ἀρχιερεύς arkhiereús 'sommo sacerdote'
- ὑποκριτής hupokritḗs 'attore, ipocrita'

I composti del tipo "verbo-oggetto", se la penultima sillaba è lunga o pesante, di solito sono ossitoni:
- στρατηγός stratēgós 'generale' - grado militare
- γεωργός geórgós 'agricoltore' ('lavoratore di terra')
- σιτοποιός sitopoiós 'panettiere'

Ma i nomi di prima declinazione tendono ad essere recessivi anche quando il penultimo è lungo:
- βιβλιοπώλης bibliopṓlēs venditore di libri'
- συκοφάντης sukophántēs 'informatore'

I composti del tipo "oggetto + verbo" quando la penultima sillaba è breve sono in genere parossitoni:
- βουκόλος boukólos 'bovaro'
- δορυφόρος "portatore di lancia"
- δισκοβόλος diskobólos 'lanciatore del disco'
- ἡμεροσκόπος hēmeroskópos 'guardiano'

Ma il seguente, formato da ἔχω ékhō 'I ho', è recessivo:
- αἰγίοχος aigíokhos 'che detiene l'egida'
- κληροῦχος klēroûkhos 'detentore di un riparto (di terra)'

### Avverbi
Gli avverbi formati dagli aggettivi con baritonesi, sono accentati sulla penultima sillaba, come quelli formati dagli aggettivi che terminano in -ύς -ús; ma quelli formati da altri aggettivi ossitoni sono perispomeni: 
- ἀνδρεῖος andreîos 'coraggioso', ἀνδρείως andreíōs 'coraggiosamente'
- δίκαιος díkaios 'giusto', δικαίως dikaíōs 'giustamente'
- ἡδύς hēdús, 'piacevole', ἡδέως hēdéōs 'con piacere'
- καλός kalós, 'bello', καλῶς kalôs 'splendidamente'
- ἀληθής alēthḗs, 'vero', ἀληθῶς alēthôs 'in verità'

Gli avverbi che terminano in -kις -kis hanno un accento sulla penultima.

### Numerali
I primi tre numeri hanno accento mobile nel genitivo e dativo: 
- εἷς heîs 'uno (m.)', acc. ἕνα héna, gen. hνός henós 'of one', dat. hνί hení 'ao per uno'
- μία mía 'uno (f.)', acc. μίαν mían, gen. μιᾶς miâs, dat. μιᾷ miâi
- δύο dúo 'due', gen / dat. δυοῖν duoîn
- τρεῖς treîs 'tre', gen. τριῶν triôn, dat. τρισί trisí

Nonostante la circonflessione in εἷς heîs, il negativo οὐδείς oude 'nessuno (m.)' Ha un acuto. Ha anche un accento mobile nel genitivo e dativo:
οὐδείς oude 'nessuno (m.)', acc. οὐδένα oudéna, gen. οὐδενός oudenós 'di nessuno', dat. οὐδενί oudení 'a nessuno'
I restanti numeri a dodici sono: 
τέσσαρες téssares 'quattro', πέντε pénte 'cinque', ἕξ héx 'sei', ἐπτά eptá 'sette', ὀκτώ oktṓ 'otto', ἐννέα ennéa 'nove', δέκα déka 'dieci', ἕνδεκα héndeka 'undici' δώδεκα dṓdeka ' dodici'
Inoltre, si trovano comunemente:
εἴκοσι eíkosi 'venti', τριάκοντα triákonta 'trenta', ἑκατόν hekatón 'cento', χίλιοι khílioi 'mille'.
Tutti gli ordinari hanno un accento recessivo, eccetto quelli che terminano in -στός -stós:
πρῶτος prṓtos "primo", δεύτερος deúteros "secondo", τρίτος trítos "terzo" ecc., ma εἰκοστός eikostós "ventesimo"

### Pronomi
I pronomi personali sono i seguenti: 
- ἐγώ egṓ 'io', σύ sú 'tu', ἕ hé 'egli' - SINGOLARE
- νῴ nṓi 'noi due', σφώ sphṓ 'voi due' - DUALE
- ἡμεῖς hēmeîs 'noi', ὑμεῖς humeîs 'voi (pl.)', σφεῖς spheîs 'loro' - PLURALE

Il genitivo e il dativo di tutti questi pronomi personali ha un circonflesso, eccetto per i dativi emoμοί emoí, σοί soí e σφίσι sphísi:
- ῦμοῦ emoû 'di me', ὑμῖν humîn 'per te (pl.)', οἷ hoî 'per loro'
- ἐμοί emoí 'per me', σοί soí 'per te', e σφίσι sphísi 'per loro (sé stessi)'

I casi obliqui di ώγώ egṓ, σύ sú 'you (sg.)', Ἕ hé e σφεῖς spheîs possono anche essere usati in senso enciclico quando sono disattenti, nel qual caso sono scritti senza accenti. Quando enclitico, ἐμέ emé, ῦμοῦ emoû e ἐμοί emoí sono abbreviati in με me, μου mou e μοι moi:
- ἔξεστί σοι éxestí soi 'è possibile per te'
- εἰπέ μοι eipé moi 'dimmi'
- νόμος γὰρ ἦν οὗτός σφισι nómos gàr ên hoûtós sphisi 'per questo apparentemente era loro abitudine' (Senofonte)

La forma accentata viene adottata dopo una preposizione:
μπεμψέ με ορος πρὸς σέ épempsé me Kûros pròs sé 'Ciro mi ha mandato da te'
πρὸς ἐμέ pròs emé (a volte πρός με prós me) 'a me stesso' - αὐτός autós 'lui stesso', hαυτόν heautón 'sé stesso (riflessivo)', e ὅς hós 'chi, che' cambia l'accento in un circonflesso nel genitivo e dativo:
αὐτόν autón 'lui', αὐτοῦ autoû 'di lui, il suo', αὐτῷ autôi 'per lui', αὐτοῖς autoîs 'per loro', ecc.
I pronomi composti con -δε -de 'questo' e -τις -tis sono accentati come se la seconda parte fosse una parola enclitica. Quindi l'accento di οἵδε non si cambia in un circonflesso, anche se le vocali sono long-short:
οἵδε hoíde 'questi', ὧντινων hôntinōn 'di cui'
I dimostrativi hanno "questo" e "ekeînos" che sono entrambi accentati sulla penultima sillaba. Ma in questi luoghi "quest'uomo qui" è un ossitone.
Quando τίς significa "chi?" è sempre accentato, anche quando non prima di una pausa. Quando significa "qualcuno" o "un certo", è enclitico:
- πρός τινα prós tina 'a qualcuno'
- πρὸς τίνα; pròs tína? 'a cui?'

L'accento su τίς è fisso e non si sposta alla fine nel genitivo o dativo.

### Preposizioni
Non hanno accento, ma solo lo spirito le preposizioni ἐν en 'in', εἰς (ἐς) eis (es) 'a, in', e ἐκ (ἐξ) ek (ex) 'da, da'
ἐν αὐτῷ en autôi 'in lui'
La maggior parte delle altre preposizioni ha un acuto nel finale quando citato in isolamento (ad esempio ἀπό apó 'from', ma nel contesto di una frase questo diventa una tomba. Quando dotato di elisione, questo accento non si ritrae e si presume che di solito fossero pronunciati in modo accentuato:
- πρὸς αὐτόν pròs autón 'a lui'
- ἀπ αὐτοῦ ap autoû 'da lui'

Quando una preposizione segue il suo nome, è accentata sulla prima sillaba (eccetto per ἀμφί amphí 'around' e ἀντί antí 'invece di'): 
τίνος πέρι; tínos péri? "di cosa?" 
Le seguenti preposizioni sono sempre state accentuate sulla prima sillaba in ogni contesto:
ἄνευ áneu 'senza', μέχρι mékhri 'fino a quando, per quanto'

### L'accento nelle forme interrogative
Le parole interrogative sono quasi tutte accentate in modo recessivo. Secondo il principio che in un monosillabo l'equivalente di un accento recessivo è un circonflesso, un circonflesso è usato su un monosillabo a lunga vocale:
- πότε; pote? 'quando?', πόθεν; Pothen? 'dove da?', πότερον ... ἢ ...; póteron ... ḕ ...? 'A ... o B?', Ποῖος; Poios? 'che tipo?', πόσος; pósos? 'quanto?', *πόσοι; pósoi? 'quanti?'
- ἆρα ...; âra ...?, ἦ ...; ê ...? 'è il caso che ...?'
- ποῦ; pou? "dove?", ποῖ; "dove?", πῇ; 'quale via?'

Due eccezioni, con l'accento di parossixo, sono le seguenti:
πηλίκος; pēlíkos? 'quanto è grande?', 'quanti anni?', ποσάκις; posákis? 'quante volte?'
Le parole τίς; Tis? e τί; Ti? mantenere sempre il loro accento acuto anche se seguito da un'altra parola. A differenza di altri monosillabi, non spostano l'accento sul finale nel genitivo o dativo:
- τίς; Tis? 'chi? quale? ', τί; Ti? 'cosa?', 'perché?', τίνες; 'quali persone?', τίνος; Tínos? 'di cosa? di chi? ', τίνι; 'a chi?', τίνος πέρι; tínos péri? 'riguardo a cosa?'

Alcune di queste parole, quando accentuate o accentate sul finale, hanno un significato indefinito:
τις tis 'qualcuno', τινὲς tinès 'alcune persone', ποτε pote 'c'era una volta', ecc.
Se utilizzato in domande indirette, le parole interrogative sono generalmente precedute da ὁ- ho- o ὅς- hós-. L'accentuazione è diversa. Quanto segue è accentato sulla seconda sillaba:
ὁπότε hopóte 'quando', ὁπόθεν hopóthen 'da dove', ὁπόσος hopósos 'quanto è grande', hopπότερος hopóteros 'quale dei due'
Ma i seguenti sono accentati sul primo:
ὅπου hópou 'dove', ὅποι hópoi 'per dove', ὅστις hóstis 'chi'.

## Enclitiche e proclitiche
Le enclitiche sono parole che non hanno alcun accento, ma mettono un accento sulla parola che seguono. Esempi in greco sono i seguenti: 
- (a) Il connettivo τε te 'anche', 'e':

- (b) Le particelle enfatiche:

γε ge 'in ogni caso', περ per 'solo, anche se', τοι toi 'infatti',
(Principalmente in Omero): κε / κεν ke / ken 'potrebbe essere', νυ / νυν nu / nun 'now', ῥα rha 'then', θην thēn 'in verità':
I pronomi ἐγώ egṓ 'I' e ἐμοί emoí 'per me' possono combinarsi con γε ge per rendere una singola parola accentata sulla prima sillaba: 
ἔγωγε égōge 'Io in ogni caso', ἔμοιγε émoige 'per me in ogni caso'
- (c) Avverbi indefiniti:

ποτε pote 'once', πως pōs 'in qualche modo', που pou 'suppongo, da qualche parte', ποθι pothi (omerico per που), ποθεν pothen 'da qualche parte', πῃ pēi 'in qualche modo', πω pō 'ancora'
- (d) Pronomi indefiniti:

τις tis 'qualcuno', 'un certo', τι ti 'qualcosa', τινες tini 'certe persone'
Ma a volte anche τινές tinés può iniziare una frase, nel qual caso è non-enclitica e ha un accento sulla finale.
- (e) Il tempo presente (eccetto la 2a persona singolare) di εἰμί eimí 'Io sono' e φημί phēmí 'Io dico':

ἐγώ εἰμι egṓ eimi 'Io sono'
ὡς αὐτός φησι hōs autós phēsi 'come dice lui stesso'
Questi verbi possono anche avere forme non-enclitiche che vengono usate, ad esempio, per iniziare una frase o dopo un'elisione. Il verbo ἐστὶ estì 'egli è' ha una forma enfatica ἔστι ésti. A giudicare dalle forme parallele in sanscrito è possibile che originariamente quando non-enclitico anche le altre persone fossero accentate sulla prima sillaba: * εἶμι eîmi, * φῆμι phêmi ecc .; ma la solita convenzione, tra la maggior parte degli editori moderni così come gli antichi grammatici greci, è scrivere εἰμὶ eimì e φημὶ phēmì anche all'inizio di una frase. 
Quando negativo, ἔστι ésti viene solitamente scritto con la sua forma forte, ma φησί phēsí è enclitico:
- οὐκ ἔστι ouk ésti 'egli non è'
- οὔ φησι oú phēsi 'dice ... non'

La forma forte ἔστι ésti è anche scritta dopo εἰ ei 'se', ὡς hōs 'da quando', ἀλλ all 'but', τοῦτ toût 'questo', secondo Erodiano. 
- (f) Alcuni pronomi personali in casi obliqui quando non enfatici:

- με me 'me', mou, μοι moi,
- σε se 'tu (sg)', σου sou, σοι soi
- ἑ lui 'lui (sé)', o tu, o hoi,
- νιν / μιν nin / min 'lui' (poetico)
- σφας sphas 'loro (sé stessi)', σφων sphōn, σφισι sphisi

Negli scrittori classici, ἑ lui 'lui' e σφας sphas 'loro' tendono ad essere usati nel discorso indiretto riferito allo speaker:
κέλευσε δραμόντα τὸν παῖδα περιμεῖναί ἑ κελεῦσαι ekéleuse dramónta tòn paîda perimeînaí he keleûsai: 'ordinò allo schiavo di correre e chiedere all'uomo di aspettarlo' (Platone)
Alcuni di questi pronomi hanno anche forme non-enclitiche che sono accentate. La forma non-enclitica di με, μου, μοι me, mou, moi 'me', 'di me', 'per me' è ἐμέ, ἐμοῦ, ἐμοί emé, emoû, emoí. Le forme accentate sono usate all'inizio di una frase e (di solito) dopo le preposizioni:
- σὲ καλῶ sè kalô 'Ti sto chiamando'
- ἐν σοί en soí 'in te'

Quando un termine enclitico segue una parola proparossitona o una parola properispomena, la parola principale ha due accenti:
- Ἕλληνές τινες Héllēnés tine 'certi Greci'
- δοῦλός ἐστι doûlós esti 'lui è uno schiavo'

Quando segue una parola ossitona o una parola accentata, c'è un'acuta sulla sillaba finale:
- εἰπέ μοι eipé moi 'dimmi'
- εἴ τις eí tis 'se qualcuno'

Quando segue la parola perispomena o parossitona, non c'è accento addizionale, e un enclitico monosillabico rimane senza accento:
- ὁρῶ σε horô se 'Ti vedo'
- λέγε μοι lége moi 'dimmi'

Un termine enclitico a due sillabe non ha accento dopo un perispomeno: 
- ἀγαθοῦ τινος agathoû tinos 'di qualche cosa buona'
- τοξοτῶν τινων toxotôn tinōn 'di alcuni arcieri'

Ma un enclitico a due sillabe ha uno dopo la parola parossitona (altrimenti l'accento verrebbe più di tre sillabe dalla fine della parola combinata). 
Dopo un parossitono τινῶν tinôn ha un circonflesso:
- ἄλλοι τινές álloi tinés 'certi altri'
- ὅπλων τινῶν hóplōn tinôn 'di alcune armi'

Una parola che termina in ξ χ ψ ps si comporta come se fosse parossitona e non prenda un accento aggiuntivo: [
κῆρυξ ἐστίν kêrux estín 'lui è un araldo'
Un enclitico a due sillabe è accentato anche dopo un'elisione: 
πολλοὶ δ 'εἰσίν polloì d' eisín 'ci sono molti'
Quando due o tre enclitici entrano in fila, secondo Apollonio ed Erodiano, ognuno trasmette il suo accento alla parola precedente (sebbene alcuni editori moderni abbiano chiesto questo): 
ἤ νύ σέ που δέος ἴσχει ḗ nú sé pou déos ískhei 'o forse la paura ti trattiene'
Sembra che con alcuni enclitici a lungo vocali, come που, πως, πῃ, πω pou, pōs, pēi, pō, Erodiano raccomandava che fossero lasciati non accentati quando veniva seguito un altro enclitico. Tuttavia, la maggior parte dei redattori moderni ignora questa seconda regola e stampa εἴ πού τις eí poú tis 'se qualcuno dovunque' piuttosto che εἴ που τις eí pou tis.

### Indicativo
Nell'indicativo la maggior parte dei verbi, ad eccezione dei verbi contrari, l'accento è recessivo, il che significa che si sposta indietro fino all'inizio della parola come consentito dalla lunghezza dell'ultima vocale. Pertanto, i verbi di tre o più sillabe hanno spesso un accento acuto sul penultimo o sul terzultimo posto delle sillabe, a seconda che l'ultima vocale sia lunga o corta (con finale -αι -ai contato come breve):
- δίδωμι dídōmi 'I do'
- λαμβάνω lambánō 'Prendo'
- κελεύει keléuei 'ordina'
- ἐκέλευσε ekéleuse 'ha ordinato'
- βούλομαι boúlomai 'Voglio'

I verbi monosillabici, come βῆ bê 'prendi' (poetico) e εἶ eî 'tu sei', perché sono recessivi, hanno un circonflesso. Un'eccezione è φῄς phḗis o φής phḗs 'che dici'.
Alcuni plurali di 3a persona hanno un finale contratto (le altre persone sono recessive): 
- ἀφιᾶσι aphiâsi 'manda via'
- ἱστᾶσι histâsi 'stanno in piedi (transitivo)'
- τεθνᾶσι tethnâsi 'sono morti'
- ἑστᾶσι hestâsi 'sono in piedi (intransitivo)'

Quando un verbo è preceduto da un aumento, l'accento non va più indietro rispetto all'aggiunta stessa:
- ἐξῆν exên 'era possibile'
- εἰσῆλθον eisêlthon 'sono entrati'

I verbi contraenti, all'indicativo, sono sottotono recessivi, cioè l'accento è nello stesso posto in cui era stato prima delle vocali contratte. Quando una vocale acuta e una non accentata si fondono, il risultato è un circonflesso. In pratica, quindi, diverse parti dei verbi contrattuali sono non recessive:
- ποιῶ poiô 'Io do' (prima ποιέω)
- ἐποίουν epoíoun 'stavo facendo' (prima ἐποίεον)
- ποιοῦσι poioûsi 'loro fanno' (prima ποιέουσι)

I futuri asigmatici o contratti (alcuni propriamente detti "attici") come ἀγγελῶ angelô 'Io annuncerò' e ἐρῶ erô 'Io dirò' sono accentati come ποιῶ poiô.

### Imperativo
L'accento è recessivo nell'imperativo della maggior parte dei verbi:
- λέγε lége 'di'!'
- σταύρωσον staúrōson 'crocifiggono!'
- μέμνησο mémnēso 'ricorda!'
- φάγε pháge 'tu mangia!'
- δότε dóte 'date (pl.)!'
- ἄπιθι ápithi 'vai via (sg.)!'
- διάβηθι diábēthi 'vai indietro (sg.)!'
- φάθι pháthi 'di'!'

Nei verbi monosillabici composti, tuttavia, l'imperativo è il parossitono:
- ἀπόδος apódos 'restituisci'
- περίθες períthes 'vai intorno!'

L'aoristo II forte imperativo attivo (solo 2a persona singolare) dei seguenti cinque verbi (purché non prefissati) è ossitono: 
εἰπέ eipé 'di', ἐλθέ elthé 'vieni', εὑρέ heuré 'trova', ἰδέ idé 'guarda', λαβέ labé 'prendi!' (solo gli ultimi due nel dialetto attico)
Tuttavia, se plurale o prefissato, questi imperativi sono recessivi:
- εἴπετε eípete 'dite(pl.)!', ἔλθετε élthete, ecc.
- εἴσελθε eíselthe 'entra!'

L'aoristo forte imperativo medio di tutti i verbi (solo 2a persona singolare) è perispomeno:
- ῦλοῦ heloû 'scegli!'
- γενοῦ genoû 'diventa!'

Ma il seguente è di solito stampato con un acuto:
- ἰδού idoú 'ecco!'

Come per l'imperativo attivo, i plurali hanno sempre un accento recessivo:
ἴδεσθε ídesthe 'guarda!'

#### Congiuntivo
Il congiuntivo dei verbi tematici regolari nel tempo presente o il tempo di aoristo debole o forte è recessivo, eccetto per l'aoristo passivo:
- λέγῃ légēi 'egli può dire'
- λέγωσι légōsi 'potrebbero dire'
- λύσῃ lúsēi 'egli può liberare'
- λάβῃ lábēi 'può prendere'

È anche recessivo nel verbo εἶμι eîmi 'I go' e i verbi finiscono in -υμι -umi:
- ἀπίῃ apíēi 'può andare via'
- ἀποδεικνύῃ apodeiknúēi 'egli potrebbe indicare'

Ma nell'aoristo passivo, nell'aoristo III attivo di βαίνω baínō 'Io vado', e in tutti i tempi di altri verbi atematici, è non recessivo:
- λυθῶ luthô 'Io posso essere liberato'
- φανῶ phanô 'I posso apparire'
- διαβῇ diabêi 'potrebbe attraversare'
- διδῶσι didôsi 'loro possono dare',
- ἑστῶ hestô 'Io posso stare'
- παραδῶ paradô 'Posso consegnare'
- ἐξῇ exêi 'potrebbe essere possibile'

### Ottativo
Analogamente al congiuntivo, l'ottativo è recessivo nei verbi regolari negli stessi tempi. Le desinenze dell'ottativo -οι -oi e -αι -ai contano come vocali lunghe allo scopo di accentuazione:
- λύσαι lúsai 'potrebbe liberare'
- λάβοι láboi 'potrebbe prendere'

Ma nell'aoristo passivo, nell'aoristo III attivo di βαίνω baínō 'Io vado', e in tutti i tempi dei verbi atematici (diversi da εἶμι eîmi 'Io sono' e dai verbi che finiscono in -υμι -umi), è non recessivo:
- λυθεῖεν lutheîen 'potrebbero essere liberati'
- φανεῖεν phaneîen 'potrebbero apparire'
- διαβαῖεν diabaîen 'potrebbero attraversare'
- διδοῖεν didoîen 'potrebbero dare'
- ἑσταῖεν hestaîen 'potrebbero stare in piedi'
- παραδοῖεν paradoîen 'potrebbero consegnare'

Ma ἀπίοι apíoi 'potrebbe andare via' è accentuato in modo recessivo come un verbo regolare.

#### Infinito
L'infinito presente e futuro dei verbi tematici regolari è recessivo:
- λέγειν légein 'il dire'
- λύσειν lúsein 'essere andando a liberare'
- βούλεσθαι boúlesthai 'volere'
- ἔσεσθαι ésesthai 'sarà'

Ma tutti gli altri infiniti sono non recessivi, ad esempio l'aoristo debole attivo:
- κωλῦσαι kōlûsai 'per prevenire'
- κολάσαι kolásai 'punire'

Aoristo II forte attivo e medio:
- λαβεῖν labeîn 'prendere'
- γενέσθαι genésthai 'diventare'
- ἀφικέσθαι aphikésthai 'arrivare'

Aoristo debole e forte passivo:
- λυθῆναι luthênai 'essere liberato'
- φανῆναι phanênai 'apparire'

L'aoristo attivo di βαίνω baínō 'Io vado' quando composto:
διαβῆναι diabênai 'per attraversare'
Il presente e l'aoristo infiniti di tutti i verbi atematici:
- διδόναι didónai 'dare'
- ἰέναι iénai 'andare'

ἐξεῖναι exeînai 'essere possibile'
- προδοῦναι prodoûnai 'tradire'

Ma l'omerico ἔμμεναι émmenai 'essere' e δόμεναι dómenai 'dare' sono recessivi.
Il perfetto attivo, medio e passivo:
- λελυκέναι lelukénai 'aver liberato'
- λελύσθαι lelústhai 'essere stato liberato'

#### Participio
I participi aoristi presenti, futuri e deboli di verbi tematici regolari sono recessivi:
- λέγων légōn 'dicendo'
- βουλόμενος boulómenos 'volere'
- λύσων lúsōn 'andando a liberare'
- ἀκούσας akoúsas 'aver ascoltato'

Ma tutti gli altri participi sono non recessivi. Questi includono il forte aoristo attivo:
- λαβών labṓn, masc. (prendendo) pl. λαβόντες labóntes, fem. sg. λαβοῦσα laboûsa 'dopo aver preso'

L'aoristo debole e forte passivo:
- λυθείς lutheís, masc. pl. λυθέντες luthéntes, fem.sg. λυθεῖσα lutheîsa 'dopo essere stato liberato'
- φανείς phaneís, masc. pl. φανέντες phanéntes, fem.sg. φανεῖσα phaneîsa 'dopo l'apparizione'

L'aoristo III attivo di βαίνω baínō 'io vado':
διαβάς diabás, διαβάντες diabántes, fem.sg. διαβᾶσα diabâsa 'dopo aver attraversato'
I participi presenti e aoristi dei verbi atematici:
- διδούς didoús 'dando', masc.pl. διδόντες didóntes, fem.sg. διδοῦσα didoûsa
- ἰών iṓn, masc.pl. iόντες ióntes, fem.sg. ioοῦσα ioûsa 'andando'

παραδούς paradoús, masc.pl. παραδόντες paradóntes, fem.sg. παραδοῦσα paradoûsa 'dopo la consegna'
exόν exón (neutro) "è possibile"
Il perfetto attivo, medio e passivo:
λελυκώς lelukṓs, masc. pl. λελυκότες lelukótes, fem.sg. λελυκυῖα lelukuîa 'aver liberato'
λελυμένος leluménos 'essere stato liberato'

### Le forme "io sono - io dico"
I due verbi atematici, εἰμί eimí 'Io sono' e φημί phēmí 'Io dico', hanno varie eccezioni in quanto nel presente indicativo sono solitamente enclitici. Quando ciò accade, mettono un accento sulla parola davanti a loro e perdono il loro accento:
- αἴτιός εἰμι aítiós eimi 'Io sono responsabile'
- οὔ φησι oú phēsi 'egli non dice'

Ma entrambi i verbi possono anche iniziare una frase, o seguire una virgola o un'elisione, nel qual caso non sono enclitici. In questo caso l'accento è di solito sulla sillaba finale (per esempio εἰμί eimí, φημί phēmí).  Quando segue un'elisione, ἐστίν estín è anche accentato sulla finale:
- τί ποτ 'ἐστίν; tí pot 'estín? 'che (mai) è?'

Tuttavia, la terza persona singolare ἐστί estí ha anche una forma forte, ἔστι ésti, che viene usata 'quando la parola esprime esistenza o possibilità (cioè quando è traducibile con espressioni come: ' esiste, 'c'è ', o ' esso è possibile ').  Questo modulo è usato tra l'altro nella frase οὐκ ἔστι ouk ésti 'non è' e all'inizio di frasi, come ad esempio:
ἔστιν θάλασσα · τίς δέ νιν κατασβέσει; éstin thálassa; tís dé nin katasbései? "Il mare esiste; e chi lo spegnerà? "
La seconda persona singolare εἶ eî 'tu sei' e φῄς phḗis 'dici che' non è enclitica. 
Il futuro del verbo "essere" ha il suo accento sul verbo stesso anche quando è prefisso: 
- ἀπέσται apéstai 'lui sarà via'.

### Aggettivi verbali
Gli aggettivi verbali che terminano in -τέος -téos e -τέον -téon sono sempre parossitoni:
- κολαστέος ἐστί kolastéos estí "ha bisogno di essere punito"
- κολαστέον τοὺς ἀδίκους kolastéon toùs adíkous  "è necessario punire i malfattori"

L'aggettivo che termina in -τος -tos è solitamente ossitono, specialmente quando si riferisce a qualcosa che è in grado di accadere:
- κλυτός klutós 'famoso (in grado di essere sentito parlare)'
- διαλυτός dialutós 'capace di essere smontato'
- ποιητός poiētós 'fatto, adottato'

## Parole atone
Le seguenti parole non hanno accento:
- le forme dell'articolo determinativo che iniziano con una vocale (ὁ, ἡ, οἱ, αἱ ho, hē, hoi, hai)
- le preposizioni ἐν en 'in', εἰς (ἐς) eis (es) 'a, in', ἐξ (ἐκ) ex (ek) 'da'
- la congiunzione εἰ ei 'if'
- la congiunzione ὡς hōs 'as, that' (anche una preposizione 'a')
- l'avverbio negativo οὐ (οὐκ, οὐχ) ou (ouk, oukh) 'no - non'.

Tuttavia, alcune di queste parole possono avere un accento quando vengono utilizzate in posizione enfatica. ὁ, ἡ, οἱ, αἱ ho, hē, hoi, hai sono scritti ὃ, ἣ, οἳ, αἳ quando il significato è 'chi, quale'; e o è scritto o se termina una frase.

## Variazioni nel dialetto eolico
La pronuncia eolica, esemplificato nel dialetto del VII secolo a.C. con i poeti Saffo e Alceo dall'isola di Lesbo, differivano che ogni parola importante (ma non preposizioni o congiunzioni) è stato pronunciato recessiva, quindi: 
- Ζεῦς Zeus, σόφος (saggio), κάλος (bello), ἔμοι émoi (me stesso), ὄρανος óranos (cielo), Ἄτρευς Atreo, Ἀχίλλευς Achille, Σάπφω (Saffo) per Ζεύς, σοφός, καλός, ἐμοί, οὐρανός, Ἀτρεύς, Ἀχιλλεύς, Σαπφώ

Ma Ἀλκαῖος Alkaîos 'Alceo' fu apparentemente pronunciato Ἀλκάος in lesbico. 
Il dialetto eolico, sebbene appartenente allo stesso gruppo dialettale in lesbico, non aveva questa accentuazione recessiva, e sembra non aver differito in modo accentuato dal greco comune (koine).
I grammatici non danno dettagli sul dialetto della Tessaglia (un'altra varietà di Eolico), ma è stato suggerito che il fatto di lasciar cadere alcune vocali in parole sulle iscrizioni indica che aveva un accento sullo stress all'inizio di ogni parola.

## Variazioni nel dialetto dorico
Il dialetto dorico aveva anche alcune peculiarità. Uno era che (alcune) parole appropriate erano pronunciate parossitone. Gli esempi forniti sono 3 nominativi nominali declinanti: 
παίδες paídes 'ragazzi', γυναίκες gunaíkes (donne), αἴγες aíges 'capre' (per παῖδες paîdes, γυναῖκες gunaîkes, αἶγες aîges)
D'altra parte, è stato riferito che la prima e la seconda declinazione accusativa plurale in dorico avevano una vocale breve (-ăs, -ŏs), che portava ad accentuazioni come: 
τῖμας tîmas 'onori', πᾶσας pâsas 'tutti' (per τίμας tímas, πάσας pásas)
Un'altra caratteristica del dorico era che le desinenze -οι -oi e forse -αι -ai, e nei verbi in III persona plurale. -ον -on e -αν -an (derivato da un precedente * -ont e * -ant) contati quanto a lungo, portando ad un accento acuto in posizione parossitona in: 
φιλοσόφοι philosóphoi 'filosofi', καλουμένοι kalouménoi 'che sono chiamati', ἐδώκαν edṓkan 'hanno dato', ἐλέγον elégon 'hanno detto'
Anche i diffusori dorici hanno apparentemente pronunciato un circonflesso su alcuni plurali genitali, che erano parossitoni in altri dialetti: 
παιδῶν paidôn 'dei ragazzi', Τρωῶν Trōôn 'dei Troiani', παντῶν pantôn 'di tutti', ἀλλῶν allôn 'di altri'
Nel dorico, il futuro era anche accentato in modo non recessivo in tutti i verbi: 
λεξῶ lexô 'Io dirò', ποιησῶ poiēsô 'Io farò'.